# Oda Itsuki
Oda Itsuki (小田 逸稀 Oda Itsuki, sinh ngày 16 tháng 7 năm 1998) là một cầu thủ bóng đá người Nhật Bản. Anh thi đấu cho Kashima Antlers.

## Sự nghiệp
Oda Itsuki gia nhập câu lạc bộ tại J1 League Kashima Antlers năm 2017. Ngày 12 tháng 7 năm anh ra mắt ở Cúp Hoàng đế Nhật Bản (v Montedio Yamagata).